# Surigao do Sul
Surigao do Sul é um província de  primeira classe de renda da província (d) na região Caraga (Região XIII), nas Filipinas. De acordo com o censo de 1 de maio  de  2020 possui uma população de 642 255 pessoas e 150 551 domicílios.
A sua capital é Tandag.

## Economia
A província produz arroz, banana e algumas frutas tropicais. Cobre, cromita e prata são os recursos minerais da província.

## Línguas
O Cebuano é a principal língua da província.

## Subdivisões
Politicamente, a província de Surigao do Sul é dividida em 17 municípios e 2 cidades, Bislig (Componente) e sua capital Tandag (Component). Possui 309 barangays.
Consiste em 2 distritos para eleições no congresso.
Municípios
- Barobo
- Bayabas
- Cagwait
- Cantilan
- Carmen
- Carrascal
- Cortes
- Hinatuan
- Lanuza
- Lianga
- Lingig
- Madrid
- Marihatag
- San Agustin
- San Miguel
- Tagbina
- Tago

Cidades
- Bislig
- Tandag

## Distritos
A província de Surigao do Sul é dividida em dois distritos. O Primeiro corresponde à zona norte até os limites de Lianga com o de Barobo, onde começa o 2º Distrito. (Surigao do Sul - 1st District Engineering Office).

### Rodovias principais
- S00300, Carretera de Surigao a Davao pela costa (Surigao-Davao Coastal Rd.) 192,29 km no Distrito 1º y 113,42 km no Distrito 2º.
- S01347, Carretera de Cruce (Jct) de Gamut (S00300) a San Miguel y Buyagan de Surigao  com 19,82 km no Distrito 1º.
- S00312, Carretera de Cruce (Jct) Lingig (S00300) a Trento de Agusan com 13,38 km nl Distrito 2º.

### Red secundaria (Secondary Roads)
- S00334, Aras-asan Div Rd. com 2,47 km no Distrito 1º.
- S00336, Payasan-Los Arcos Rd. com   6,00 km no Distrito 1º.
- S01350,  San Agustín de Surigao Div Rd. com 1,08 km no Distrito 1º.
- S00311  NRJ Barobo a Agusan Del Sur Bdry Rd. com 13,23& km no Distrito 2º.[10]

## História
Em 18 de setembro de 1960 a província de Surigao foi dividida em duas dos: Surigao do Norte e Surigao do Sul.